# Aachener Turn- und Sportverein Alemannia 1900 2022-2023
Questa voce raccoglie le informazioni riguardanti l'Aachener Turn- und Sportverein Alemannia 1900 nelle competizioni ufficiali della stagione 2022-2023.

## Stagione
Nella stagione 2022-2023 l'Alemannia, allenato da Fuat Kilic e Helge Hohl, concluse il campionato di Regionalliga al 8º posto.

## Rosa
| N. |                                 | Ruolo | Calciatore        |
| -- | ------------------------------- | ----- | ----------------- |
| 1  | Germania (bandiera)             | P     | Marcel Johnen     |
| 2  | Germania (bandiera)             | D     | Jannis Held       |
| 3  | Germania (bandiera)             | D     | Lars Oeßwein      |
| 4  | Germania (bandiera)             | D     | Franko Uzelac     |
| 6  | Germania (bandiera)             | C     | Frederic Baum     |
| 7  | Germania (bandiera)             | D     | Lukas Wilton      |
| 8  | Bosnia ed Erzegovina (bandiera) | C     | Dino Bajrić       |
| 9  | Germania (bandiera)             | A     | Jannik Mause      |
| 10 | Germania (bandiera)             | C     | Tim Korzuschek    |
| 11 | Albania (bandiera)              | A     | Elsamed Ramaj     |
| 12 | Germania (bandiera)             | P     | Jan Strauch       |
| 15 | Germania (bandiera)             | C     | Marco Müller      |
| 16 | Germania (bandiera)             | C     | Ulrich Bapoh      |
| 17 | Germania (bandiera)             | C     | Julian Schwermann |
| 18 | Germania (bandiera)             | A     | Benjamin Hemcke   |

| N. |                                 | Ruolo | Calciatore        |
| -- | ------------------------------- | ----- | ----------------- |
| 20 | Germania (bandiera)             | D     | David Sauerland   |
| 21 | Germania (bandiera)             | C     | Sebastian Schmitt |
| 22 | Paesi Bassi (bandiera)          | D     | Pepijn Schlösser  |
| 23 | Germania (bandiera)             | A     | Exaucé Andzouana  |
| 24 | Germania (bandiera)             | A     | Yasa Eyrice       |
| 25 | Germania (bandiera)             | A     | Felix Heim        |
| 27 | Germania (bandiera)             | D     | Dario De Vita     |
| 28 | Francia (bandiera)              | A     | Dimitry Imbongo   |
| 29 | Kosovo (bandiera)               | C     | Vleron Statovci   |
| 30 | Germania (bandiera)             | D     | Marcel Damaschek  |
| 31 | Germania (bandiera)             | P     | Yannick Bangsow   |
| 33 | Germania (bandiera)             | D     | Alexander Heinze  |
| 34 | Bosnia ed Erzegovina (bandiera) | D     | Aldin Dervisevic  |
| 35 | Paesi Bassi (bandiera)          | D     | Milan Hofland     |
| 36 | Germania (bandiera)             | C     | Antonio Ivic      |

## Organigramma societario
Area tecnica
- Allenatore: Helge Hohl
- Allenatore in seconda: Gabriele Di Benedetto, Stephan Lämmermann
- Preparatore dei portieri: Hans Spillmann
- Preparatori atletici:
- Analisi video: Michael Burlet

## Calciomercato

### Sessione estiva
| Acquisti | Acquisti          | Acquisti               | Acquisti |
| R.       | Nome              | da                     | Modalità |
| -------- | ----------------- | ---------------------- | -------- |
| A        | Dimitry Imbongo   | Fortuna Colonia        |          |
| A        | Exaucé Andzouana  | Sportfreunde Lotte     |          |
| P        | Yannick Bangsow   | Eintracht Braunschweig |          |
| P        | Marcel Johnen     | Saarbrücken            |          |
| A        | Elsamed Ramaj     | Kickers Offenbach      |          |
| D        | David Sauerland   | Rot-Weiss Essen        |          |
| D        | Pepijn Schlösser  | Uerdingen 05           |          |
| C        | Julian Schwermann | Verl                   |          |

| Cessioni | Cessioni           | Cessioni          | Cessioni |
| R.       | Nome               | a                 | Modalità |
| -------- | ------------------ | ----------------- | -------- |
| C        | Mërgim Fejzullahu  | Bocholt           |          |
| C        | Tuğrul Erat        | SC Union Nettetal |          |
| D        | Ricardo Antonaci   | 1. FC Monheim     |          |
| A        | Ergün Yildiz       | Bonner            |          |
| C        | Matti Cebulla      | Heeslinger SC     |          |
| A        | Selim Gündüz       | Keçiörengücü      |          |
| C        | Tim Korzuschek     | Saarbrücken       |          |
| D        | Luca-Andre Kozlyuk | TuS Königsdorf    |          |
| P        | Joshua Mroß        | TuS Bövinghausen  |          |

### Sessione invernale
| Acquisti | Acquisti        | Acquisti         | Acquisti |
| R.       | Nome            | da               | Modalità |
| -------- | --------------- | ---------------- | -------- |
| A        | Benjamin Hemcke | Viktoria Colonia |          |

| Cessioni | Cessioni | Cessioni | Cessioni |
| R.       | Nome     | a        | Modalità |
| -------- | -------- | -------- | -------- |

## Risultati

### Regionalliga Ovest

#### Girone di andata
| Arbitro: | Severins |

|                      |           |                       |
| Winter 3’ Kreyer 35’ | Marcatori | 53’ (rig.) Korzuschek |

| Arbitro: | Šabotić |

|                       |           |                           |
| Wilton 29’ Uzelac 83’ | Marcatori | 8’ Wipperfürth 85’ Becker |

| Arbitro: | Arlt |

|              |           |           |
| El-Faouzi 3’ | Marcatori | 45’ Mause |

| Arbitro: | Exuzidis |

|                                     |           |                              |
| Mause 11’, 29’ Wilton 54’ Ramaj 60’ | Marcatori | 23’ (rig.) Lorenz 26’ Deters |

| Wuppertal 19 agosto 2022, ore 19:00 CEST 5ª giornata | Wuppertal | 0 – 0 referto | Alemannia Aquisgrana | Stadion am Zoo (3 232 spett.)\| Arbitro: \| Weller \| |
| Arbitro:                                             | Weller    |               |                      |                                                       |

| Arbitro: | Habibi |

|           |           |  |
| Mause 21’ | Marcatori |  |

| Arbitro: | Rupert |

|          |           |                    |
| Sané 79’ | Marcatori | 24’ Ramaj 85’ Held |

| Arbitro: | Besong |

|                                 |           |                       |
| Uzelac 20’ Ramaj 30’ Bajrić 62’ | Marcatori | 42’ Fehler 56’ Ruzgis |

| Arbitro: | Schöneseiffen |

|                              |           |  |
| Bugla 55’ Beckert 90’ (rig.) | Marcatori |  |

| Arbitro: | Koj |

|            |           |                          |
| Bajrić 47’ | Marcatori | 61’ Marquet 89’ Lokotsch |

| Arbitro: | Schäfer |

|  |           |          |
|  | Marcatori | 3’ Meuer |

| Arbitro: | Benkhoff |

|               |           |                                           |
| Mata 24’, 56’ | Marcatori | 47’ (rig.) Korzuschek 78’, 86’, 90’ Ramaj |

| Arbitro: | Schuh |

|                                     |           |            |
| Mause 8’ Imbongo 24’ Korzuschek 86’ | Marcatori | 45’ Schmid |

| Arbitro: | Weßels |

|           |           |  |
| Mause 86’ | Marcatori |  |

| Arbitro: | Goldmann |

|                                |           |            |
| Imbongo 13’ Held 71’ Mause 90’ | Marcatori | 9’ Marčeta |

| Gelsenkirchen 11 novembre 2022, ore 19:00 CET 16ª giornata | Schalke 04 II | 0 – 0 referto | Alemannia Aquisgrana | Parkstadion (900 spett.)\| Arbitro: \| Aarts \| |
| Arbitro:                                                   | Aarts         |               |                      |                                                 |

| Aquisgrana 19 novembre 2022, ore 14:00 CET 17ª giornata | Alemannia Aquisgrana | 0 – 0 referto | Kaan-Marienborn | Stadio Tivoli (9 800 spett.)\| Arbitro: \| Ernst \| |
| Arbitro:                                                | Ernst                |               |                 |                                                     |

#### Girone di ritorno
| Arbitro: | Scheer |

|                                         |           |            |
| Öztürk 13’ (aut.) Schmitt 15’ Mause 49’ | Marcatori | 26’ Öztürk |

| Arbitro: | Fuchs |

|            |           |             |
| Salman 58’ | Marcatori | 31’ Schmitt |

| Arbitro: | Benkhoff |

|           |           |  |
| Mause 17’ | Marcatori |  |

| Arbitro: | Storks |

|                                           |           |  |
| Scherder 29’ Langlitz 66’, 85’ Wooten 74’ | Marcatori |  |

| Arbitro: | Aarts |

|            |           |                                             |
| Uzelac 90’ | Marcatori | 14’, 86’ Güler 34’ Hagemann 50’ Stiepermann |

| Arbitro: | Marx |

|              |           |  |
| Ubabuike 41’ | Marcatori |  |

| Arbitro: | Rupert |

|                                  |           |  |
| Mause 6’ Held 57’ Korzuschek 74’ | Marcatori |  |

| Arbitro: | Kabalakli |

|  |           |                             |
|  | Marcatori | 33’ Müller 36’ (rig.) Mause |

| Aquisgrana 11 marzo 2023, ore 19:30 CET 26ª giornata | Alemannia Aquisgrana | 0 – 0 referto | Bocholt | Stadio Tivoli (7 900 spett.)\| Arbitro: \| Damar \| |
| Arbitro:                                             | Damar                |               |         |                                                     |

| Arbitro: | Bramkamp |

|           |           |  |
| Willms 5’ | Marcatori |  |

| Arbitro: | Ulankiewicz |

|                                      |           |           |
| Telalović 41’ Meuer 54’ Beckhoff 63’ | Marcatori | 35’ Mause |

| Arbitro: | Scheer |

|                         |           |            |
| Mause 56’ Sauerland 82’ | Marcatori | 45’ Yamada |

| Arbitro: | Marx |

|  |           |                         |
|  | Marcatori | 53’ Damaschek 89’ Mause |

| Arbitro: | Habibi |

|               |           |            |
| Allmeroth 90’ | Marcatori | 67’ Heinze |

| Arbitro: | Schuh |

|           |           |                                                            |
| Meyer 66’ | Marcatori | 31’ (aut.) Flottmann 38’ Held 52’ Bapoh 76’, 90’ Andzouana |

| Arbitro: | Borsch |

|  |           |           |
|  | Marcatori | 64’ Tauer |

| Arbitro: | Mynarek |

|                                                  |           |                           |
| Scepanik 13’ Mansoury 28’ Kyere 78’ Waldrich 90’ | Marcatori | 58’ Schmitt 90’ Andzouana |

## Statistiche

### Statistiche di squadra
| Competizione | Punti | In casa | In casa | In casa | In casa | In casa | In casa | In trasferta | In trasferta | In trasferta | In trasferta | In trasferta | In trasferta | Totale | Totale | Totale | Totale | Totale | Totale | DR |
| Competizione | Punti | G       | V       | N       | P       | Gf      | Gs      | G            | V            | N            | P            | Gf           | Gs           | G      | V      | N      | P      | Gf     | Gs     | DR |
| ------------ | ----- | ------- | ------- | ------- | ------- | ------- | ------- | ------------ | ------------ | ------------ | ------------ | ------------ | ------------ | ------ | ------ | ------ | ------ | ------ | ------ | -- |
| Regionalliga | 53    | 17      | 10      | 3       | 4       | 28      | 19      | 17           | 5            | 5            | 7            | 22           | 24           | 34     | 15     | 8      | 11     | 50     | 43     | +7 |
| Totale       | 53    | 17      | 10      | 3       | 4       | 28      | 19      | 17           | 5            | 5            | 7            | 22           | 24           | 34     | 15     | 8      | 11     | 50     | 43     | +7 |

### Andamento in campionato
| Giornata  | 1  | 2  | 3  | 4  | 5  | 6 | 7 | 8 | 9 | 10 | 11 | 12 | 13 | 14 | 15 | 16 | 17 | 18 | 19 | 20 | 21 | 22 | 23 | 24 | 25 | 26 | 27 | 28 | 29 | 30 | 31 | 32 | 33 | 34 |
| --------- | -- | -- | -- | -- | -- | - | - | - | - | -- | -- | -- | -- | -- | -- | -- | -- | -- | -- | -- | -- | -- | -- | -- | -- | -- | -- | -- | -- | -- | -- | -- | -- | -- |
| Luogo     | T  | C  | T  | C  | T  | C | T | C | T | C  | C  | T  | C  | C  | C  | T  | C  | C  | T  | C  | T  | C  | T  | C  | T  | C  | T  | T  | C  | T  | T  | T  | C  | T  |
| Risultato | P  | N  | N  | V  | N  | V | V | V | P | P  | P  | V  | V  | V  | V  | N  | N  | V  | N  | V  | P  | P  | P  | V  | V  | N  | P  | P  | V  | V  | N  | V  | P  | P  |
| Posizione | 10 | 13 | 12 | 11 | 12 | 7 | 5 | 4 | 6 | 7  | 11 | 7  | 4  | 3  | 2  | 4  | 4  | 4  | 4  | 4  | 5  | 6  | 8  | 6  | 5  | 4  | 6  | 8  | 6  | 5  | 6  | 5  | 6  | 8  |

Legenda:

Luogo: C = Casa; T = Trasferta. Risultato: V = Vittoria; N = Pareggio; P = Sconfitta.

### Statistiche dei giocatori
| E. Andzouana  | 14 | 3  | 1 | 1 |
| D. Bajrić     | 25 | 2  | 3 | 0 |
| Y. Bangsow    | 12 | 0  | 1 | 0 |
| U. Bapoh      | 7  | 1  | 0 | 0 |
| F. Baum       | 24 | 0  | 6 | 0 |
| M. Damaschek  | 20 | 1  | 4 | 0 |
| D. De Vita    | 3  | 0  | 0 | 0 |
| A. Dervisevic | 22 | 0  | 3 | 0 |
| Y. Eyrice     | 1  | 0  | 0 | 0 |
| F. Heim       | 19 | 0  | 2 | 0 |
| A. Heinze     | 14 | 1  | 2 | 0 |
| J. Held       | 30 | 4  | 6 | 0 |
| B. Hemcke     | 8  | 0  | 0 | 0 |
| M. Hofland    | 0  | 0  | 0 | 0 |
| D. Imbongo    | 22 | 2  | 2 | 0 |
| A. Ivic       | 0  | 0  | 0 | 0 |
| M. Johnen     | 20 | 0  | 0 | 0 |
| T. Korzuschek | 23 | 4  | 1 | 0 |
| J. Mause      | 28 | 14 | 7 | 0 |
| M. Müller     | 31 | 1  | 9 | 0 |
| L. Oeßwein    | 16 | 0  | 3 | 0 |
| E. Ramaj      | 21 | 6  | 7 | 0 |
| D. Sauerland  | 12 | 1  | 3 | 0 |
| P. Schlösser  | 1  | 0  | 0 | 0 |
| S. Schmitt    | 26 | 3  | 1 | 0 |
| J. Schwermann | 22 | 0  | 3 | 0 |
| V. Statovci   | 10 | 0  | 1 | 0 |
| J. Strauch    | 1  | 0  | 0 | 0 |
| F. Uzelac     | 29 | 3  | 0 | 0 |
| L. Wilton     | 28 | 2  | 9 | 1 |